# Osama Khalil
Osama Khalil (ur. 5 lutego 1954 w Port Saidzie) – egipski piłkarz grający na pozycji napastnika. W swojej karierze grał w reprezentacji Egiptu.

## Kariera klubowa
Swoją karierę piłkarską Khalil rozpoczął w klubie Ismaily SC. Zadebiutował w nim w 1972 i grał w nim do 1980. W latach 1980–1981 grał w Stanach Zjednoczonych w klubach Philadelphia Fury i California Surf. W 1981 roku wrócił do Egiptu i przez sezon grał w Al-Masry Port Said, w którym w 1982 roku zakończył karierę.

## Kariera reprezentacyjna
W 1974 roku Khalil został powołany do reprezentacji Egiptu na Puchar Narodów Afryki 1974. Zagrał w nim w trzech meczach: grupowym z Ugandą (2:1), w którym strzelił gola, w półfinałowym z Zairem (2:3) i o 3. miejsce z Kongiem (4:0). Z Egiptem zajął w tym turnieju 3. miejsce.
W 1976 roku Khalil był w kadrze Egiptu na Puchar Narodów Afryki 1976. Na tym turnieju rozegrał pięć meczów: grupowe z Gwineą (1:1) i z Ugandą (2:1) oraz w grupie finałowej z Marokiem (1:2), z Gwineą (2:4) i z Nigerią (2:3), w którym strzelił gola. Z Egiptem zajął w nim 4. miejsce.